# Zoo di Tennōji
Lo zoo di Tennōji è uno zoo situato nella città di Osaka, in Giappone, fondato nel 1915. Copre un'area di 10 ettari.

## Nella cultura di massa
- Lo zoo è presente nel lungometraggio anime Josée, la tigre e i pesci (K. Tamura, 2020); la tigre del titolo si trova lì.